# Neues Schützenhaus

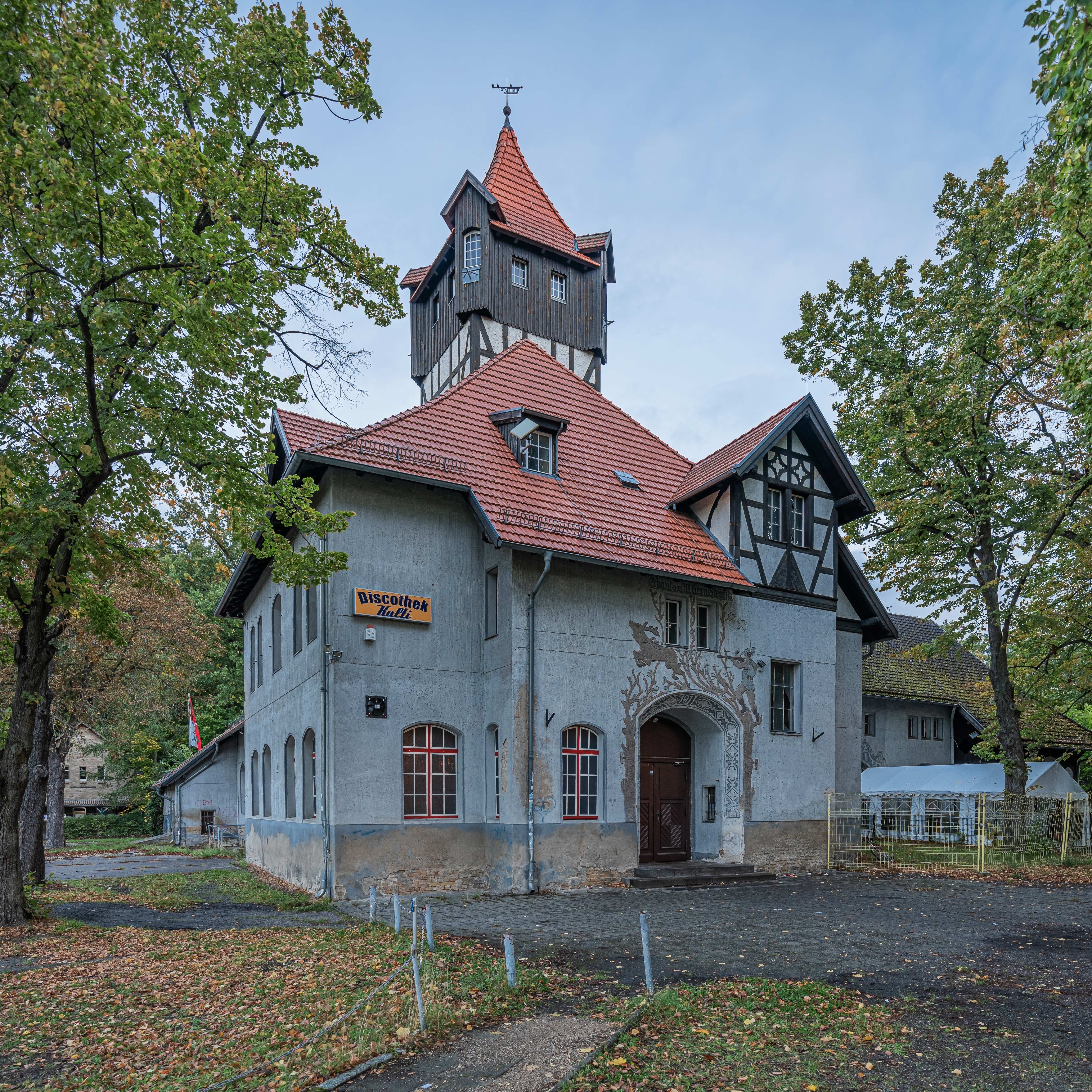
Neues Schützenhaus

Das Neue Schützenhaus, auch Kulturhaus oder Kulti ist ein Baudenkmal in der Stadt Trebbin im Landkreis Teltow-Fläming im Land Brandenburg.

## Geschichte
Das Neue Schützenhaus entstand im Jahre 1911 nach Plänen des preußischen Baumeisters Walter Kern. Das Gebäude ist im Stil der Heimatschutzarchitektur ausgeführt. Zur Zeit des Baus befand es sich noch außerhalb der Stadt, vor dem Berliner Tor.
Anfangs als Schützenhaus genutzt, wurde es nach Gründung der DDR in ein Kulturhaus mit Tanzsaal, einer Gaststätte und einem Jugendclub umgewandelt. Aktuell wird das Gebäude unter anderen von der Diskothek Kulti genutzt.